# Queshtic
Queshtic är en ort i Mexiko.   Den ligger i kommunen Chenalhó och delstaten Chiapas, i den sydöstra delen av landet, 800 km öster om huvudstaden Mexico City. Queshtic ligger 1 287 meter över havet och antalet invånare är 292.
Terrängen runt Queshtic är varierad, och sluttar norrut. Runt Queshtic är det ganska tätbefolkat, med 111 invånare per kvadratkilometer. Närmaste större samhälle är Pantelhó, 4,7 km öster om Queshtic. I omgivningarna runt Queshtic växer i huvudsak städsegrön lövskog.